# Anisotremus taeniatus
Anisotremus taeniatus е вид лъчеперка от семейство Haemulidae. Видът е незастрашен от изчезване.

## Разпространение и местообитание
Разпространен е в Гватемала, Еквадор, Колумбия, Коста Рика, Мексико, Никарагуа, Панама, Перу, Салвадор и Хондурас.
Среща се на дълбочина от 0,3 до 54 m, при температура на водата около 20,6 °C и соленост 34,2 ‰.

## Описание
На дължина достигат до 31 cm.